# Nishiaizu
Nishiaizu (西会津町?) è una cittadina giapponese della prefettura di Fukushima.